# Syys Cup 1979
La Syys Cup 1979 è stata la 1ª edizione  (non ufficiale) del campionato finlandese di football americano di primo livello.
Sono noti tutti i partecipanti ma solo il risultato della finale.

## Squadre partecipanti
| Club                      | Città     | Stadio | Sponsor ufficiale | Risultato nella stagione 1997 |
| ------------------------- | --------- | ------ | ----------------- | ----------------------------- |
| East City Giants          | Helsinki  |        |                   |                               |
| Espoo Poli                | Espoo     |        |                   |                               |
| Garden City Bonebreakers  | Tapiola   |        |                   |                               |
| Kulosaari Flying Catchers | Kulosaari |        |                   |                               |
| Laajasalo Pukit           | Helsinki  |        |                   |                               |
| MAJS                      | Helsinki  |        |                   |                               |

## Stagione regolare

### Classifica
La classifica della regular season è la seguente:
- PCT = percentuale di vittorie, G = partite giocate, V = partite vinte,  P = partite perse, PF = punti fatti, PS = punti subiti

## Playoff

### Finale
| Espoo 1979 | East City Giants | 6 – 0 | MAJS | Silkkiniitty Park |

## Verdetti
- East City Giants Vincitori della Syys Cup 1979